# Chloridolum cinnyris
Chloridolum cinnyris là một loài bọ cánh cứng trong họ Cerambycidae.